# Андрій (Софіанопулос)
Андрій (грец. Μητροπολίτης Ανδρέας, світське ім’я — Павлос Софіанопулос 18 серпня 1975 , Вардасd ) — ієрарх Константинопольського патріархату, митрополит Сорокацерковний, іпертим та екзарх всієї Фракії.

## Життєпис
Народився 1 серпня 1975 року у Вардасі у багатодітній сім’ї Димитри та Фотіоса Софіанопулосів. У 1980 році з сім’єю переїхав у Патри.
Закінчив церковний ліцей у Патрах (грец. Εκκλησιαστικό Λύκειο Πατρών), потім навчався в інституті теології Афінського університету. Аспірантуру закінчив у Страсбурзькому університеті.
В жовтні 2017 року прийняв ієрейські свячення, призначений великим протосинкелом (грец. Μέγας Πρωτοσύγκελος) Константинопольської архієпископії .
17 березня 2021 року Священний синод Константинопольського патріархату обрав його для рукоположення у сан митрополита Сорокацерковного.
21 березня 2021 року у Патріаршому соборі святого Георгія на Фанарі його хіротонізували у митрополита Сорокацерковного (центр єпархії — місто Киркларелі, Туреччина). Хіротонію очолив Патріарх Константинопольський Варфоломій, йому співслужили старець-митрополит Халкідонський Еммануїл (Адамакіс), митрополит Гвінейський Георгій (Владимиру) (Александрійського патріархату), митрополит Метрійський і Афірський Димитрій (Грольос), митрополит Карпатоський і Касоський Амвросій (Панайотідіс), митрополит Приконніський Іосиф (Харкіолакіс), митрополит Шведський Клеопа (Стронгіліс), архієпископ Австралійський Макарій (Грінієзакіс) та архієпископ Чернігівський і Ніжинський Євстратій (Зоря) (Православної церкви України).
13 квітня 2021 року Синод РПЦ повідомив, що вважатиме хіротонію владики Андрія неканонічною, мотивуючи це участю у ній архієрея ПЦУ, та відмітив, що «ця подія поглиблює розкол у православному світі, спричинений діями Патріарха Константинопольського Варфоломія», незважаючи на те, що хіротонія митрополита Андрія є третьою спільною хіротонією Константинопольського патріархату і Православної церкви України, і щодо перших двох хіротоній — єпископа Ольвійського Епіфанія (Дімітріу) та єпископа Команського Михаїла (Аніщенка) — таких заяв не було.
21 квітня 2021 року митрополит Андрій зустрівся з мером міста Киркларелі Мехметом Сіямом Кесімоглу. Сторони домовилися активізувати релігійний туризм на території міста. Це була перша зустріч православного духовенства та влади Киркларелі з часів депортації греків з міста у 1924 році..